# Et en plus elles disent que le poisson est cher !
Et en plus elles disent que le poisson est cher ! (en espagnol,  ¡Aún dicen que el pescado es caro!) est une peinture à l'huile sur toile de l'artiste espagnol Joaquín Sorolla de 1894. Elle est exposée au Musée du Prado de Madrid.
C'est une œuvre de la première période du peintre, qui fait partie du réalisme social. Pour elle, Sorolla obtient la Médaille de Première Classe de l'Exposition nationale des beaux-arts de 1895 (Espagne) et elle est acquise la même année par l'État espagnol.

## Analyse de l'œuvre
Le titre du tableau vient de Fleur de Mai, roman de l'écrivain Vicente Blasco Ibáñez, grand ami du peintre. L'histoire se déroule sur les plages du quartier du Cabañal de Valence. À la fin de ce roman, un pêcheur nommé Pascualet meurt en mer et sa tante se lamente sur son cadavre. Elle termine le livre par l'exclamation suivante :
« ¡Que viniesen allí todas las zorras que regateaban al comprar en la pescadería! ¿Aún les parecía caro el pescado? ¡Á duro debía costar la libra...! »
— Blasco Ibañez

« Qu'elles viennent ici toutes ces salopes qui marchandent à la poissonnerie ! Et en plus elles trouvent le poisson cher ? Un duro que devrait coûter la livre...! »
Le critique Emiliano M. Aguilera en fait la description ainsi :

« Deux vieux pêcheurs aident un jeune collègue à moitié étouffé. C'est une scène très émouvante traitée avec un grand réalisme. C'est l'une des nombreuses scènes que peut offrir la douleur prolétaire. L'artiste le ressent profondément et nomme son tableau d'un reproche : « En plus elles disent que le poisson est cher ! » »

Le tableau met en scène deux pêcheurs qui en soignent un troisième qui a eu un accident en mer ; ce dernier est torse nu et à son cou pend une médaille, probablement la Vierge des Carmes, protectrice des marins. L'environnement est constitué d'objets et d'outils typiques de l'intérieur des embarcations : une lampe, un tonneau d'eau douce, des cordes et du poisson,,,.